# Цандер, Эрих
Эрих Цандер (нем. Erich Zander; 11 апреля 1905, Кассель — 15 апреля 1991, Ойтин, Шлезвиг-Гольштейн) — немецкий хоккеист на траве, защитник. Серебряный призёр летних Олимпийских игр 1936 года, бронзовый призёр летних Олимпийских игр 1928 года.

## Биография
Эрих Цандер родился 11 апреля 1905 года в немецком городе Кассель.
Играл в хоккей на траве за «Берлинер-92».
В 1928 году вошёл в состав сборной Германии по хоккею на траве на летних Олимпийских играх в Амстердаме и завоевал бронзовую медаль. Играл на позиции защитника, провёл 4 матча, мячей не забивал.
В 1936 году вошёл в состав сборной Германии по хоккею на траве на летних Олимпийских играх в Берлине и завоевал серебряную медаль. Играл на позиции защитника, провёл 3 матча, мячей не забивал.
В 1924—1936 годах провёл 33 матча за сборную Германии.
Умер 15 апреля 1991 года в немецком городе Ойтин.